# Marlborough, Wiltshire
Marlborough (engelskt uttal: [ˈmɔːlbərə]
 ( lyssna)) är en småstad och civil parish i grevskapet Wiltshire i södra England. Staden ligger i enhetskommunen Wiltshire, cirka 39,5 kilometer norr om Salisbury och cirka 16 kilometer söder om Swindon. Tätorten (built-up area) hade 8 833 invånare vid folkräkningen år 2021. Marlborough nämndes i Domedagsboken (Domesday Book) år 1086, och kallades då Merleberge.